# Kemigraf
Kemigrafer var den yrkeskår som tillverkade klichéer av bilder och teckningar. Klichéerna användes för tryckning av bilder och teckningar i högtryck. Inom kemigrafin fanns flera yrken:
Reproduktionsfotografen fotograferade av originalet. Kameran kunde vara 3-4 meter lång. Till belysning användes bågljus. Största format på filmer och glasplåtar var 50 x 60 cm.  
Bilden fotograferades av i önskad storlek genom ett glasraster. Ett glasraster var två glas med graverade svarta linjer som klistrats samman och bildade rutor. De hade en linjetäthet från 60 linjer 133 per tum. Sämre papper fordrade grövre raster, till exempel 60 linjer, och finare 133 linjer. Rastret delade upp bilden i rasterpunkterna i rätt storlekar, likt gråskalan i bilder. Bakom "kryssen" i rastret uppstod vid ett visst avstånd från glasplåten (senare film) en skuggeffekt. Skuggeffekten uppstod vid exponering: en ljusare yta blev mer belyst än en mörkare.
Reprofotografen, kemigraf, ska ha god synskärpa, god anpassning av visionen att ljus och mörker, förmågan att urskilja färger och nyanser och ha en bra fingerfärdighet, skicklighet och förmåga till rumslig representation. Arbetet måste vara mycket exakt, tålmodigt och fysiskt rörligt.
Kopisten kopierade den negativa filmen på zinkplåten. Zinken till klichéer var 1,75 mm tjock
Etsaren etsade djupet i zinkklichén. Till etsningen användes salpetersyra. Etsning gjordes till ett visst djup. De ljusa ytorna hade mindre punkter och svartare större yta. Mellanrummet mellan rasterpunkterna i bilden var nu bortetsade. Tillsammans med sättningen kunde nu text och bild tryckas i högtryckspressar.
Originalet kunde vara bilder ("auto"), streckteckningar ("foto") samt bild och teckning tillsammans ("autofoto").
Klichéer tillverkades för en färg samt två färger, exempelvis brunt och svart, så kallad "duplex". Fyrfärgsklichéer tillverkades i fyrfald: en för vardera färgerna magenta (röd), cyan (blå), gul och svart. De fyra klichéerna användes för tryckning i respektive färg.För att undvika "moaré" vinklades rasterpunktern med 30 grader mellanrum. Röd 15 grader svart 45 grader blå 75 grader. För gul, som är minst synlig, blev det bara 15 grader.
Klichér för högtryck finns inte längre. Kemigrafer finns inte längre utan har ersatts med datateknik och andra tryckmetoder.